# Ingo Gädechens

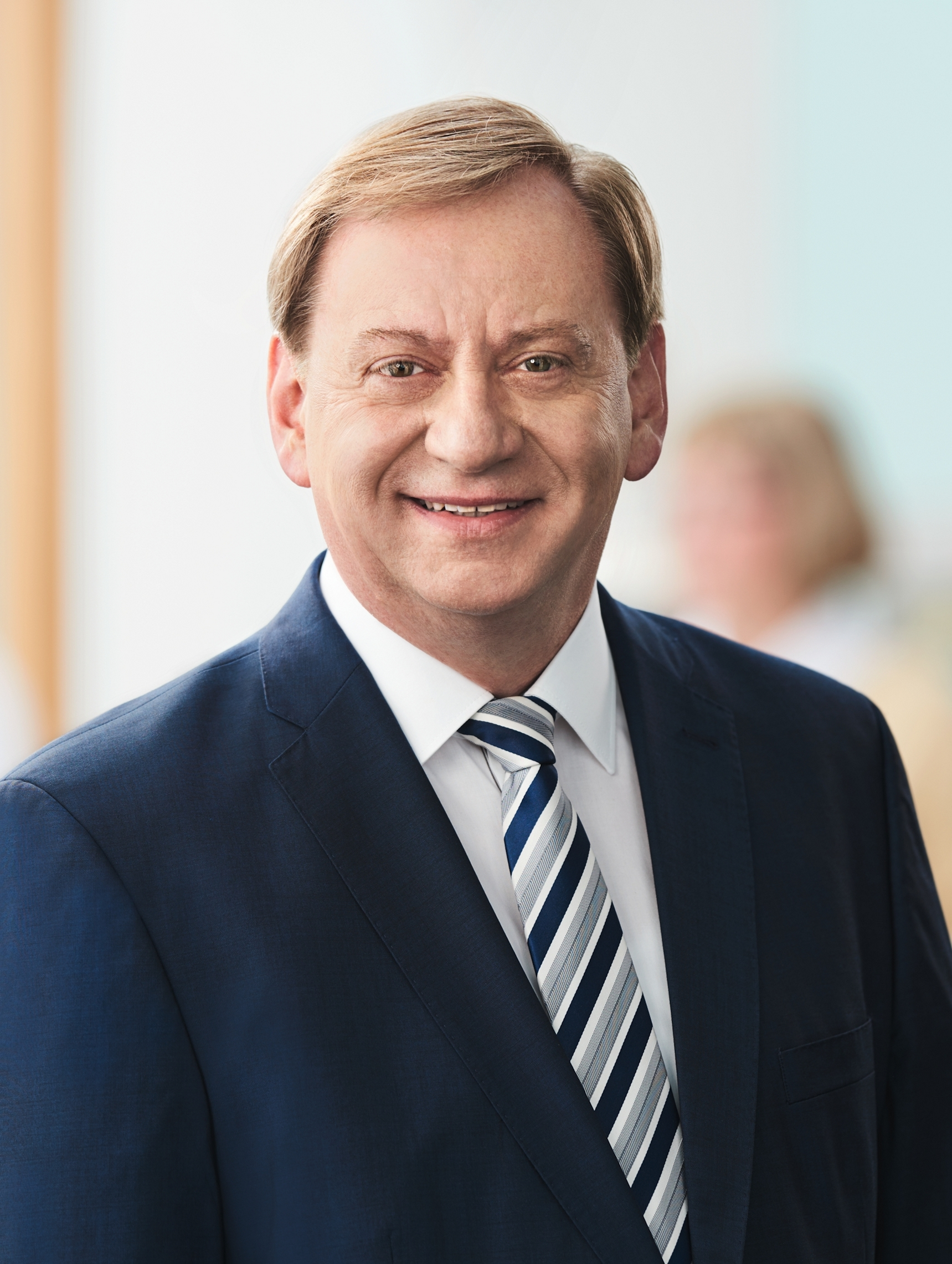
Ingo Gädechens (2017)

Ingo Gädechens (* 30. Juli 1960 in Lübeck) ist ein deutscher Politiker (CDU) und war von 2009 bis 2025 Mitglied des Deutschen Bundestages.

## Leben und Beruf
Gädechens besuchte von 1966 bis 1977 die Schule und schloss mit der mittleren Reife seine Schulzeit ab. Er war von 1977 bis 1984 Soldat auf Zeit (SaZ12) in der Bundesmarine, um anschließend Berufssoldat zu werden. Nachfolgend diente er als Truppenfachlehrer. In den Jahren 2000 bis 2007 war er Leiter der Marineortungsstelle Staberhuk auf Fehmarn. Von 2007 bis zu seiner Wahl in den Deutschen Bundestag war er für die Sicherheit im Seebereich Hohwachter Bucht auf dem Truppenübungsplatz Todendorf zuständig. Seit seiner Wahl in den Bundestag (2009) war Gädechens vom Dienst in der Bundeswehr freigestellt. Nach 37 Dienstjahren wurde Gädechens im September 2014 im Dienstgrad Stabsbootsmann regulär aus der Bundeswehr entlassen.

## Werdegang in der Partei
Gädechens trat 1988 in die CDU ein. 1992 wurde er stellvertretender Kreisvorsitzender der CDU Ostholstein sowie CDU-Fraktionsvorsitzender des Stadtrats der Stadt Burg auf Fehmarn. Die CDU Ostholstein wählte ihn 2003 zum Kreisvorsitzenden. Er ist seit 2004 Mitglied im Landesvorstand der CDU Schleswig-Holstein.

## Abgeordnetentätigkeit

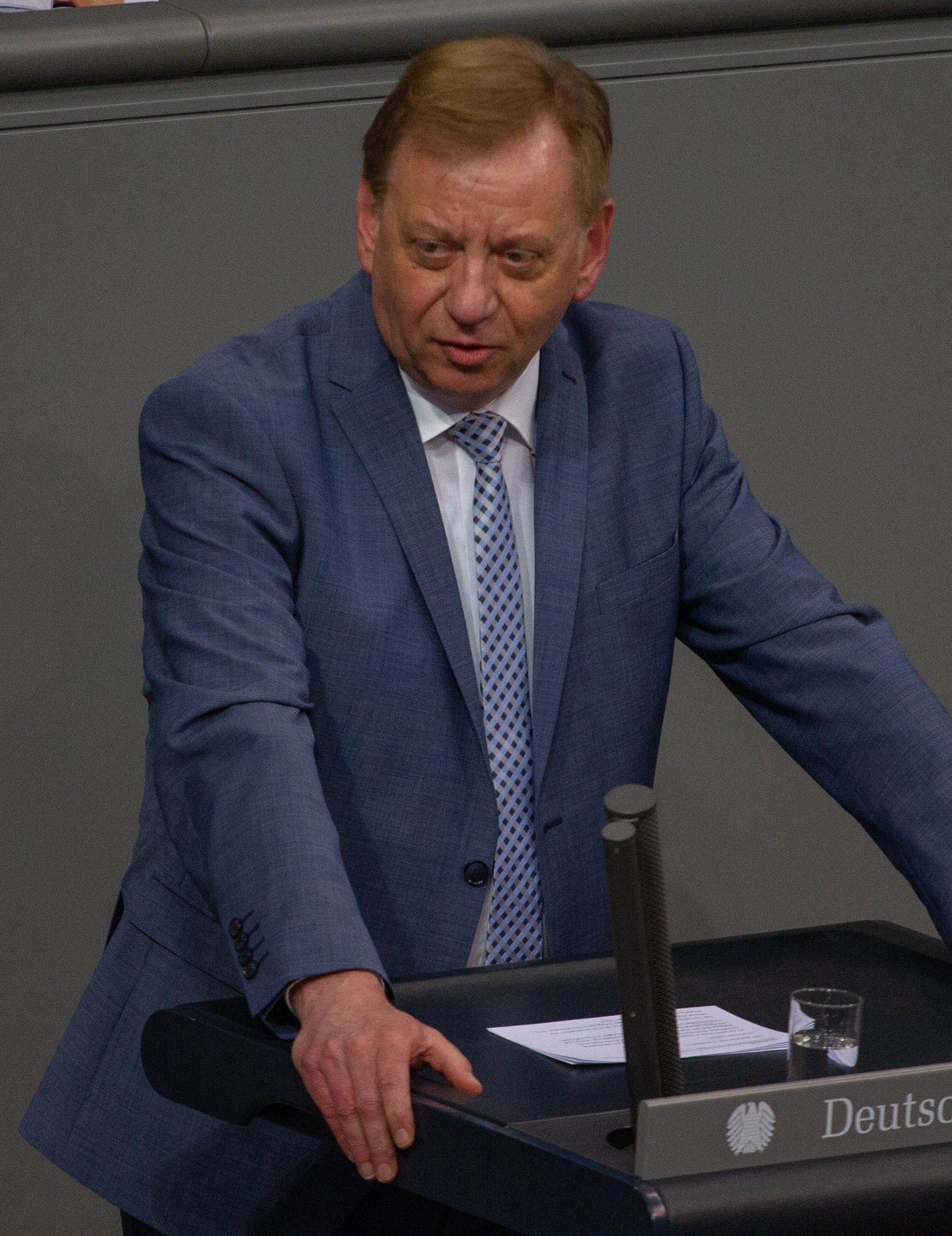
Gädechens im Bundestag, 2019

2009 errang Gädechens bei der Bundestagswahl mit 38,9 Prozent der Erststimmen das Direktmandat im Bundestagswahlkreis Ostholstein und wurde Mitglied des Deutschen Bundestages. Dort wirkte er ordentliches Mitglied im Verteidigungsausschuss. Außerdem war er stellvertretendes Mitglied im Tourismusausschuss und stellvertretendes Mitglied im Petitionsausschuss. Er setzte sich erfolgreich für die Erhaltung aller Bundeswehrstandorte in Ostholstein ein, die im Rahmen der Bundeswehrreform 2011 von der Schließung bedroht waren.
Bei der Bundestagswahl 2013 verteidigte Ingo Gädechens sein Direktmandat und konnte mit 45,8 Prozent seinen Erststimmenanteil deutlich ausbauen. Im Deutschen Bundestag wurde er zum stellvertretenden verteidigungspolitischen Sprecher der CDU/CSU-Bundestagsfraktion und zum Obmann im Verteidigungsausschuss gewählt.
Auch bei der Bundestagswahl 2017 konnte Ingo Gädechens sein Direktmandat gegen die Spitzenkandidatin der SPD in Schleswig-Holstein, Bettina Hagedorn, mit 41,5 Prozent erneut verteidigen. Im 19. Deutschen Bundestag war er Mitglied im Verteidigungsausschuss und im Unterausschuss zu Fragen der Europäischen Union, seit 2018 auch ordentliches Mitglied im Haushaltsausschuss. Zudem war er als stellvertretendes Mitglied im Petitionsausschuss und im Ausschuss für Tourismus vertreten.
Die Bundestagswahl 2021 brachte für Gädechens mit 30,3 Prozent der Erststimmen erstmals den Verlust des Direktmandates. Er zog aber über Platz 3 der CDU-Landesliste Schleswig-Holstein in den Deutschen Bundestag ein. Als Mitglied der 20. Deutschen Bundestages behielt er seinen Sitz als ordentliches Mitglied im Haushaltsausschuss und ist daneben abermals als stellvertretendes Mitglied im Petitionsausschuss sowie ordentliches Mitglied des Vertrauensgremiums zur Billigung der Haushaltspläne der Nachrichtendienste des Bundes.
Bei der Bundestagswahl 2025 trat Gädchens nicht erneut an.

## Mitgliedschaften
Gädechens ist Mitglied im Beirat des Deutschen Feuerwehrverbandes.
Von Dezember 2014 bis September 2017 war Gädechens Mitglied und stellvertretender Vorsitzender im CDU-Bundesfachausschuss Außen-, Sicherheits-, Entwicklung- und Menschenrechtspolitik.
Des Weiteren ist Ingo Gädechens Mitglied in der deutsch-russischen, deutsch-nordischen Parlamentariergruppe und Mitglied im Freundeskreis Berlin-Taipeh.
Gädechens ist Mitglied der überparteilichen Europa-Union Deutschland, die sich für ein föderales Europa und den europäischen Einigungsprozess einsetzt.

## Öffentliche Ämter
1992 wurde Ingo Gädechens Stadtrat der Stadt Burg auf Fehmarn. Von 2004 bis 2009 hatte er das Amt des ersten Stadtrates und des stellvertretenden Bürgermeisters der fusionierten Stadt Fehmarn inne.